# 夏侯霸
夏侯霸（188年前—259年或262年），字仲权，沛國譙縣（今安徽省亳州市）人；三国時期曹魏和蜀汉後期重要將領；曹魏將領夏侯渊次子，其母为曹操妻室丁氏的妹妹。司马懿發動高平陵之变后，夏侯霸投奔蜀汉，官至車騎將軍。曾隨姜維北伐，夏侯霸病逝后獲追諡，但諡號失考。

## 生平

### 家仇難卻
219年，夏侯霸的父亲夏侯渊拜征西将军镇守汉中，但在定军山之战与蜀汉军队交战时阵亡，夏侯霸經常誓要征討蜀漢報仇。
黄初年间（220年至226年），夏侯霸在曹魏官至偏將軍，封關內侯。

### 螺旋迅勇
230年，魏國大舉伐蜀漢，曹真入子午道，招夏侯霸為先鋒。夏侯霸率军前進至興勢。蜀漢派兵攻打，夏侯霸亲自在阵前作战，直到获援軍救解。239年，魏明帝曹叡托孤于曹爽和司马懿，夏侯霸受到曹爽重用，後被任命为讨蜀护军、右将军，进封博昌亭侯。
247年，魏國的隴西、南安、金城、西平等地的羌人首領餓何、燒戈、伐同、蛾遮塞等相繼反叛，攻城圍邑，亦引來蜀漢方面姜維發動的北伐，涼州胡人首领治無戴也呼應反叛。夏侯霸当时督诸军屯兵於為翅，雍州刺史、前将军郭淮料定姜维必然攻打夏侯霸，于是先进兵沨中再转向南。姜維也恰如郭淮所料率軍攻打為翅的夏侯霸所部，正逢郭淮军到接应，姜維于是撤退。

### 仕途殊歸
249年，司马懿發動高平陵之变，斬殺执掌魏国大权的曹爽，曹爽的外弟、夏侯霸之侄征西将军夏侯玄从前线被調離，郭淮成為征西將軍；由於夏侯霸见到夏侯氏及曹家亲族被司马懿迫害而心不自安，加上他一直與郭淮不和，為了避禍遂逃入蜀汉，但在陰平迷失了道路，糧盡遇困。蜀汉得知後派人迎接。
由於早在五十年前的建安五年（200年），夏侯霸的从妹外出打柴时被张飞发现，张飞娶其为妻，生下的女儿成为了後主刘禅的皇后。因此當劉禪召见夏侯霸时宽慰他说：“你父親是死于亂軍之中，并不是由我父辈親手所殺。”又指着自己的儿子说：“这也是你夏侯氏的子侄。（张飞娶了夏侯渊的侄女--即夏侯霸的從妹夏侯氏，夏侯氏為張飛生了兩個女兒，刘禅又分別娶了張飛的兩個女兒，所以刘禅的子嗣是夏侯霸的表亲，按輩份劉禪還要叫夏侯霸為舅舅）”于是夏侯霸留在蜀汉受到重用。而夏侯霸留在曹魏的儿子因先祖夏侯渊以前的功勋受到特赦，未被追究父亲投敌之罪，但被流放到了偏远的乐浪郡（今朝鮮半島平壤）。
夏侯霸归降之后，蜀汉主将姜维问他魏国的政事，夏侯霸认为司马懿刚刚夺取政权，內部還未穩定尚无暇对外用兵，但他特别指出魏国若重用钟会將会成为蜀汉、东吴之患。
此后夏侯霸曾多次参与姜维对曹魏的战事，任至车骑将军。255年，姜維與夏侯霸出狄道，大破王經于洮西，王經退守狄道城，後陳泰派兵解圍。
《元和姓纂四校记》卷七称夏侯霸官至雍州牧，封郿侯。

## 特徵
夏侯霸身份特殊，同时是蜀汉、曹魏两大政權的皇族亲属，又因作為曹魏貴胄身份，在高平陵案中得罪了政變成功並在日後創立晉朝的司馬氏，故《三国志》作者陈寿基於政治考量对其记述的正文不足五十字，连其在蜀汉的封爵与谥号都没有记录。
另外，夏侯霸似乎亦有文才，在《隋書·經籍志·別集》、《新唐書·藝文志·集錄·別集類》等均有載錄「征北將軍夏侯覇集二卷」，其作品集與不少三國魏晉名士並齊。

### 逸聞
夏侯霸到蜀地時，曾與當地名將張嶷提出交友請求，但張嶷以“不知彼此”為由而延緩，此事成為一時美談。

## 生卒
根据夏侯霸从妹的年龄推断，夏侯霸本人最晚出生于188年之前。《三国志·夏侯渊传》裴注引《魏略》：“初，建安五年（200年），时霸从妹年十三四，在本郡，出行樵采，为张飞所得。飞知其良家女，遂以为妻，产息女，为刘禅皇后。”古人以虚岁论，故夏侯霸这个族妹出生于186年至188年之间。
根據《三國志·蜀志·邓张宗杨传第十五》，夏侯霸的前任車騎將軍鄧芝在251年逝世，《資治通鑒》于255年時還有夏侯霸的事迹，而張翼與廖化則在259年分別擔任左右車騎將軍。另外，按照《三国志·关张马黄赵传》夏侯霸获谥在景耀三年（260年），且在后主追谥关羽、张飞等将之前。（詳見三國得諡者列表#蜀漢）

## 家庭
- 先祖
  - 夏侯嬰，西漢開國功臣，官至太仆。

- 父 
  - 夏侯淵，字妙才，曹魏势力重要将领，官至征西将军。

- 兄弟
  - 夏侯衡，字伯權，夏侯渊長子，娶曹操弟海阳哀侯之女，承襲夏侯淵爵位，后轉封安寧亭侯。
  - 夏侯稱，字叔權，夏侯渊三子，少有才名，年十八歲卒。
  - 夏侯威，字季權，夏侯渊四子，歷任荊、兗二州刺史。
  - 夏侯榮，字幼權，夏侯渊五子，隨父戰死於定軍山。
  - 夏侯惠，字稚權，夏侯渊六子，歷任散騎黃門侍郎、燕相 、樂安太守。
  - 夏侯和，字義權，夏侯渊七子，歷任河南尹、太常。

- 子女
  - 夏侯氏，夏侯霸之女，羊祜之妻。
  - 霸子，名不詳，蜀亡後徒樂浪郡。

- 从妹
  - 夏侯氏，夏侯渊之从女，十三四歲時，出城斬柴，被張飛納為夫人。张飞的两个女儿先后成为后主刘禅的皇后。
劉禪的女婿們為諸葛亮的獨子諸葛瞻、費禕的次子費承及關羽的孫子關統，太子妃為費禕的長女；
另劉禪的庶弟劉理的王妃為馬超女兒。

## 艺术形象

### 《三國演義》形象
小说《三国演义》改编夏侯霸为夏侯渊的长子而非次子，因此表字「仲權」亦與「伯仲叔季」概念衝突。嘉靖本長坂坡之戰時被張飛喝死的「夏侯霸」為重名虛構人物，該角色在毛版（通行本）名為「夏侯傑」。
夏侯霸弓馬嫻熟，由曹爽推舉的心腹部將，多次抵禦蜀漢的侵擾。在征伐遼東公孫淵時，不到數回合砍掉遼東大將軍卑衍，遼東軍大亂。後來司馬懿政變，曹爽被殺，夏侯玄被調離，夏侯霸看出司馬懿的野心，遂起兵造反，打敗郭淮，在追擊逃跑的郭淮時，陳泰趕至，二人前後夾擊夏侯霸，夏侯霸兵敗，走投無路不得已降蜀，夏侯霸投蜀時已經是一個年華老去的將領。夏侯霸在蜀時追隨姜維北伐，曾提醒姜維必須提防鄧艾與鍾會兩人，姜維卻認為此兩人「量此孺子，何足道哉！」；曾不到十回合打敗郭淮救出姜維，最终卻在洮陽之戰中鄧艾伏擊被射殺。

### 影视
- 1994年電視劇《三國演義》：石天生、沈双存
- 2010年電視劇《三国》：胡春勇

### 游戏
- 《真三國無雙系列/無雙OROCHI系列》（光榮公司開發，赤羽根健治配音）
- 《三国杀》

## 動漫
- 漫畫《火鳳燎原》（陳某）：設定在赤壁之戰後以年幼版本登場。

## 延伸阅读
[在维基数据编辑]
 《三國志·卷09》，出自陳壽《三國志》
 在维基共享资源阅览影像

### 引用
1. ↑  《三国志·夏侯渊传》：“黄初中，赐中子霸，太和中，赐霸四弟，爵皆关内侯。”裴注引《魏略》：“黄初中为偏将军。”
2. ↑  《三国志·夏侯渊传》：“霸，正始中为讨蜀护军右将军，进封博昌亭侯，素为曹爽所厚”。裴注引《魏略》：“至正始中，代夏侯儒为征蜀护军，统属征西。”
3. ↑  《资治通鉴·卷七十五》：“姜维问于霸曰：‘司马懿既得彼政，当复有征伐之志不？’霸曰：‘彼方营立家门，未遑外事。有钟士季者，其人虽少，若管朝政，吴、蜀之忧也。’”
4. ↑  《三国志·姜维传》：“后十八年，复与车骑将军夏侯霸等俱出狄道，大破魏雍州刺史王经於洮西，经众死者数万人。经退保狄道城，维围之。魏征西将军陈泰进兵解围，维卻住锺题。”《三国志·陈泰传》：“淮薨，泰代为征西将军，假节都督雍、凉诸军事。后年，雍州刺史王经白泰，云姜维、夏侯霸欲三道向祁山、石营、金城，求进兵为翅，使凉州军至枹罕，讨蜀护军向祁山。”
5. ↑  《资治通鉴》正元二年「……七月……漢姜維復議出軍，征西大將軍張翼廷爭，以為：「國小民勞，不宜黷武。」維不聽，率車騎將軍夏侯霸及翼同進。八月，維將數萬人至枹罕，趨狄道。」
6. ↑  《三國志·蜀志十三》〈張嶷傳〉裴注引《益部耆舊傳》曰：時車騎將軍夏侯霸謂嶷曰：“雖與足下疏闊，然託心如舊，宜明此意。”嶷答曰：“僕未知子，子未知我，大道在彼，何云托心乎！原三年之後徐陳斯言。”有識之士以為美談。
7. ↑  《三國志通俗演義·張益德據水斷橋》飞挺枪大叫曰：“战又不战，退又不退！”说声未绝，曹橾身边夏侯霸惊得肝胆碎裂，倒撞于马下。

## 外部連結
- 《三國志·魏書·夏侯淵傳（附夏侯霸） （页面存档备份，存于）》

| 前任： 不明 上一位可考者鄧芝 | 蜀漢車騎將軍 時間不詳 | 繼任： 左車騎將軍：張翼 右車騎將軍：廖化 |